# Chuột chù cộc
Chuột chù cộc (Anourosorex squamipes) là loài chuột chù trong chi Anourosorex. Loài này sống ở Trung Quốc, Bhutan, Ấn Độ, Myanma, Thái Lan và Việt Nam.
Giống các loài cùng chi, chuột chù cộc là động vật sống trong hang, ở những cánh rừng miền núi.